# Edward Ince
Edward Ince   (Amblecote, 30 de novembre de 1891 - Edimburg, 16 de març de 1941) va ser un matemàtic anglès.

## Vida i Obra
Tot i haver nascut a prop de Birmingham, Ince va ser escolaritzat a Gal·les i Escòcia, seguint els destins del seu pare a Criccieth, Porthmadog i Perth (Escòcia). El 1909 va ingressar a la universitat d'Edimburg, en la qual es va graduar el 1913, i va aprofitar els anys de la Primera Guerra Mundial (va ser declarat inútil pel servei militar) per ampliar estudis de matemàtiques a la universitat de Cambridge. El curs 1918-19 va ser professor a la universitat de Leeds.
Acabada la guerra i després d'una estança a París va ser professor de la universitat de Liverpool fins al 1926, en que va acceptar una plaça de professor a la recent fundada universitat del Caire a Egipte, amb l'encàrrec de les autoritats acadèmiques de crear un fort departament de matemàtiques pures. Després de cinc anys a Egipte, va tornar a Anglaterra tan per problemes de salut com per l'educació de les seves filles.
El primer curs després del retorn va estar a la universitat d'Edimburg, per fer els tres cursos següents (1932-1935) al Imperial College London. El 1935 va retornar a Edimburg on va ser professor fins a la seva mort el 1941.
Els seus treballs de recerca més importants versen sobre la teoria de les equacions diferencials, especialment sobre les funcions de Lamé i de Mathieu.